# Ammann Czech Republic
Ammann Czech Republic s.r.o., do 6. prosince 2005 STAVOSTROJ, a.s., je česká strojírenská firma v Novém Městě nad Metují, která vyrábí především stavební stroje. Od roku 2005 je součástí švýcarského koncernu Amman Group.

## Historie
Po skončení druhé světové války a obnovení Československa vzrostla poptávka po výrobě stavebních strojů. V roce 1946 byla v Novém Městě nad Metují ve východních Čechách založena firma, která by tuto poptávku uspokojila. Stavostroj zpočátku vyráběl stavební stroje, včetně dopravníkových pásů a autojeřábů a stavebních jeřábů. Nejpozději od února 1948 byl podnik veden jako národní podnik. Od roku 1952 se sortiment postupně rozšiřoval také mj. o silniční válce a kolové nakladače. Vozidla byla vyvážena do zemí celého Východního bloku a také dalších socialistických států, mj. do Číny.
Po Sametové revoluci roku 1989 a pádu komunistického režimu prošel Stavostroj procesem privatizace a následně se dostal do finančních potíží. V důsledku toho byla společnost v roce 2005 začleněna do švýcarské skupiny Ammann Group (rovněž výrobce stavebních strojů), která v Novém Městě ponechala výrobní závod na výrobu silničních válců, vibračních desek a asfaltových finišerů.[zdroj?] Po změně vlastníka došlo v roce 2005 i k přejmenování společnosti na Ammann Czech Republic.

## Modely vozidel

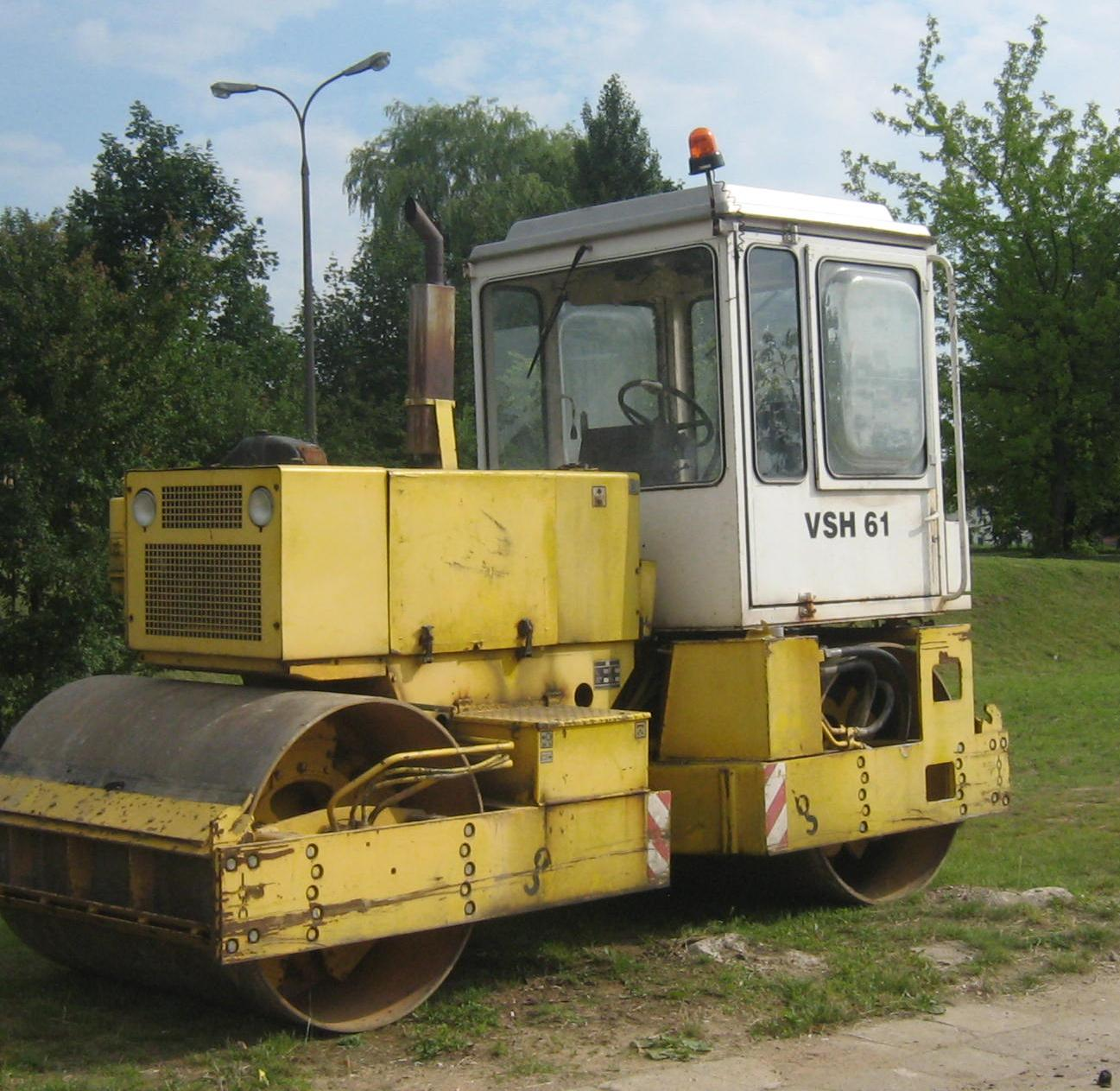
Stavostroj VSH 61

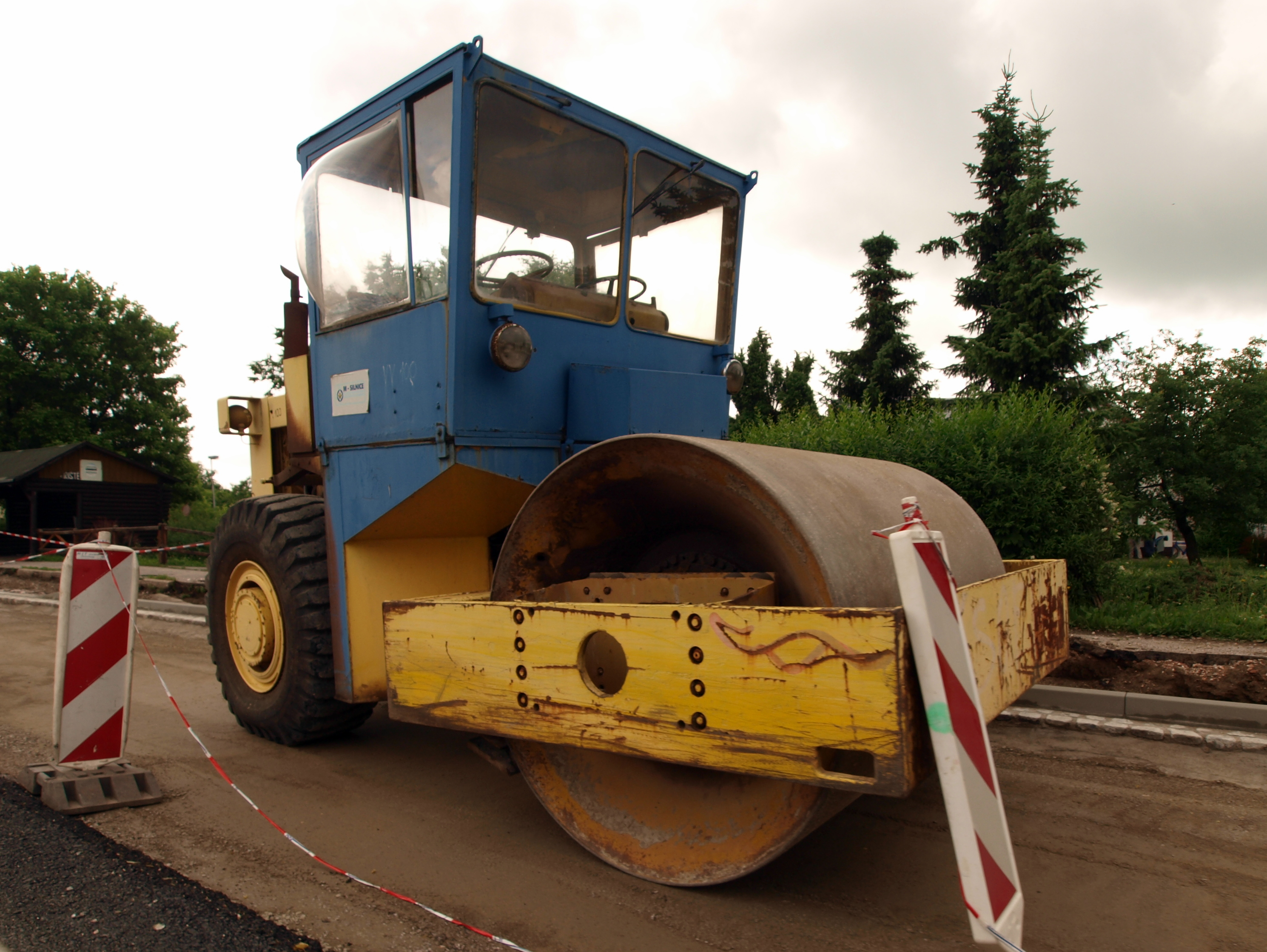
Stavostroj VV 100

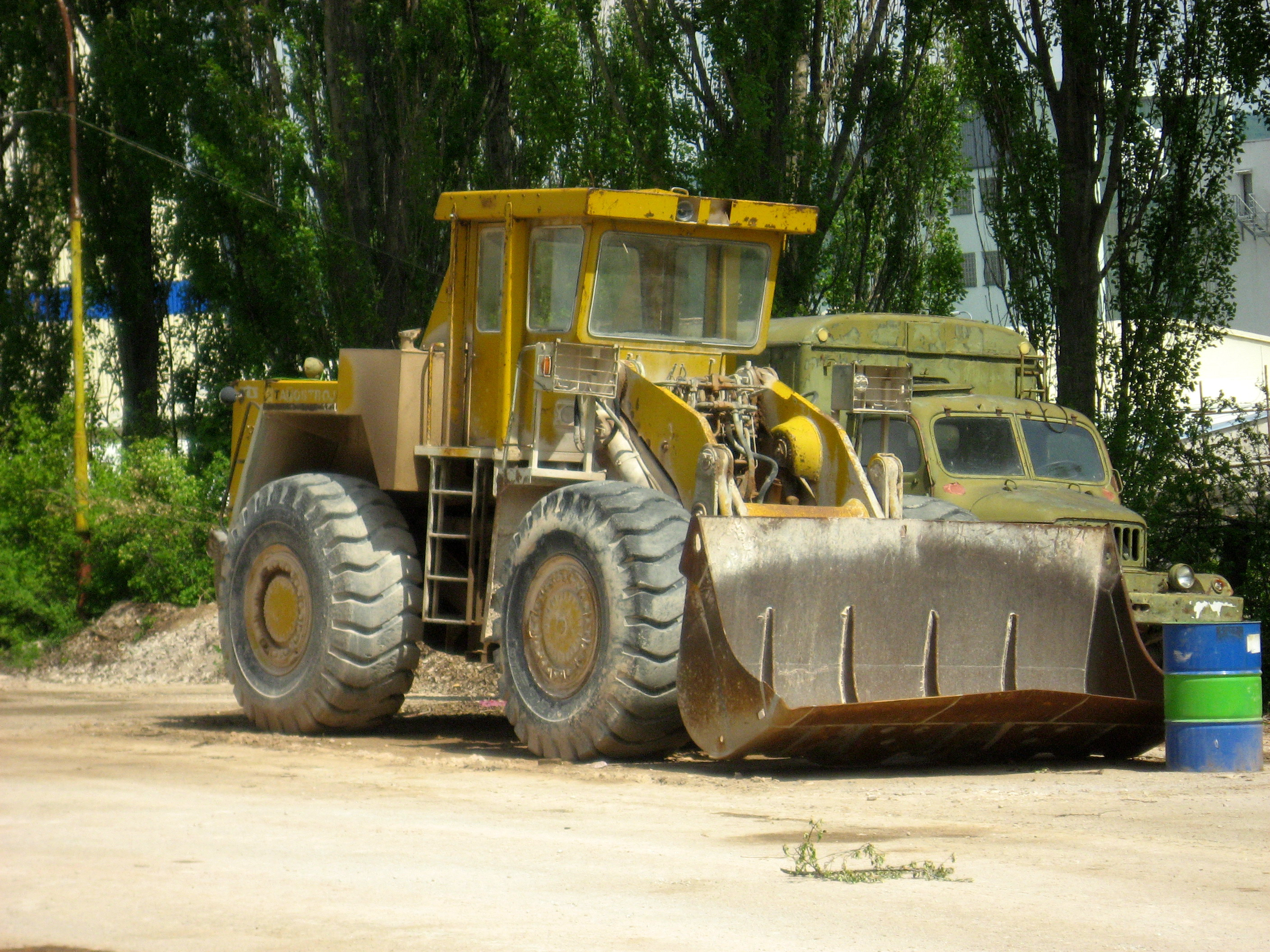
KNB 250

### Silniční válce
- VV100
- VV110
- VV111
- VV112
- VV113
- VV170
- VV200
- VV170J
- VV71PD
- VVW3403
- VSH 300, 400
- VSH 61, 61 K
- VSH 100
- VSH 150

### Kolové nakladače
- KN 250
- KNA 250
- KNB 250